# Joya de nariz

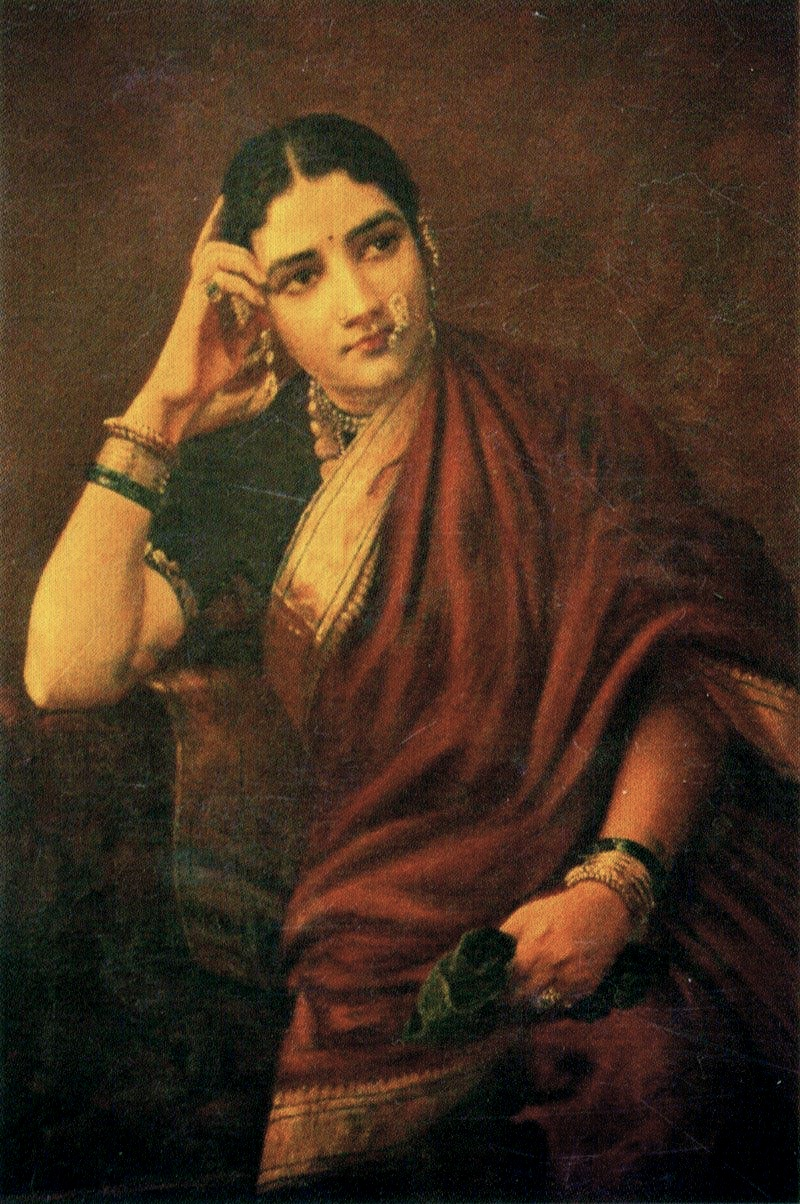
Una dama india de Maharashtra, con nath, retrato de 1893.

Asociados más comúnmente con las mujeres hindúes del subcontinente indio, estos adornos se colocan a través de una perforación en una de las aletas nasales.

## Orígenes del anillo nasal
Oriente Medio es el lugar de nacimiento del anillo en la nariz, entre los pueblos nómadas y beduinos, con el primer registro de perforaciones en las fosas nasales que se remonta a 2.000 a. C. En el libro del Génesis, el sirviente de Abraham le regala a la joven Rebeca una variedad de joyas como ofrenda de matrimonio en nombre de su futuro esposo, Isaac. Entre los obsequios y baratijas había un arete de oro llamado "Shanf", un anillo de nariz, que cuelga del tabique nasal.

## Tradición hindú
La joya de la nariz, llamada nath (en hindi: नथ, IPA: [nətʰ]) en varios idiomas indios, se menciona en textos védicos hindúes por primera vez alrededor de los siglos IX y X, introducida probablemente por influencia islámica desde Oriente Medio, convirtiéndose en un símbolo del estado civil, indicando una mujer casada; las viudas no usan nath ni pulseras. El nath en su forma más elaborada, con una cadena colgando sobre la mejilla conectada a un pendiente, es usado tradicionalmente por una mujer hindú desde el día de su boda para honrar y reverenciar a la diosa Parvati, consorte de Shiva.

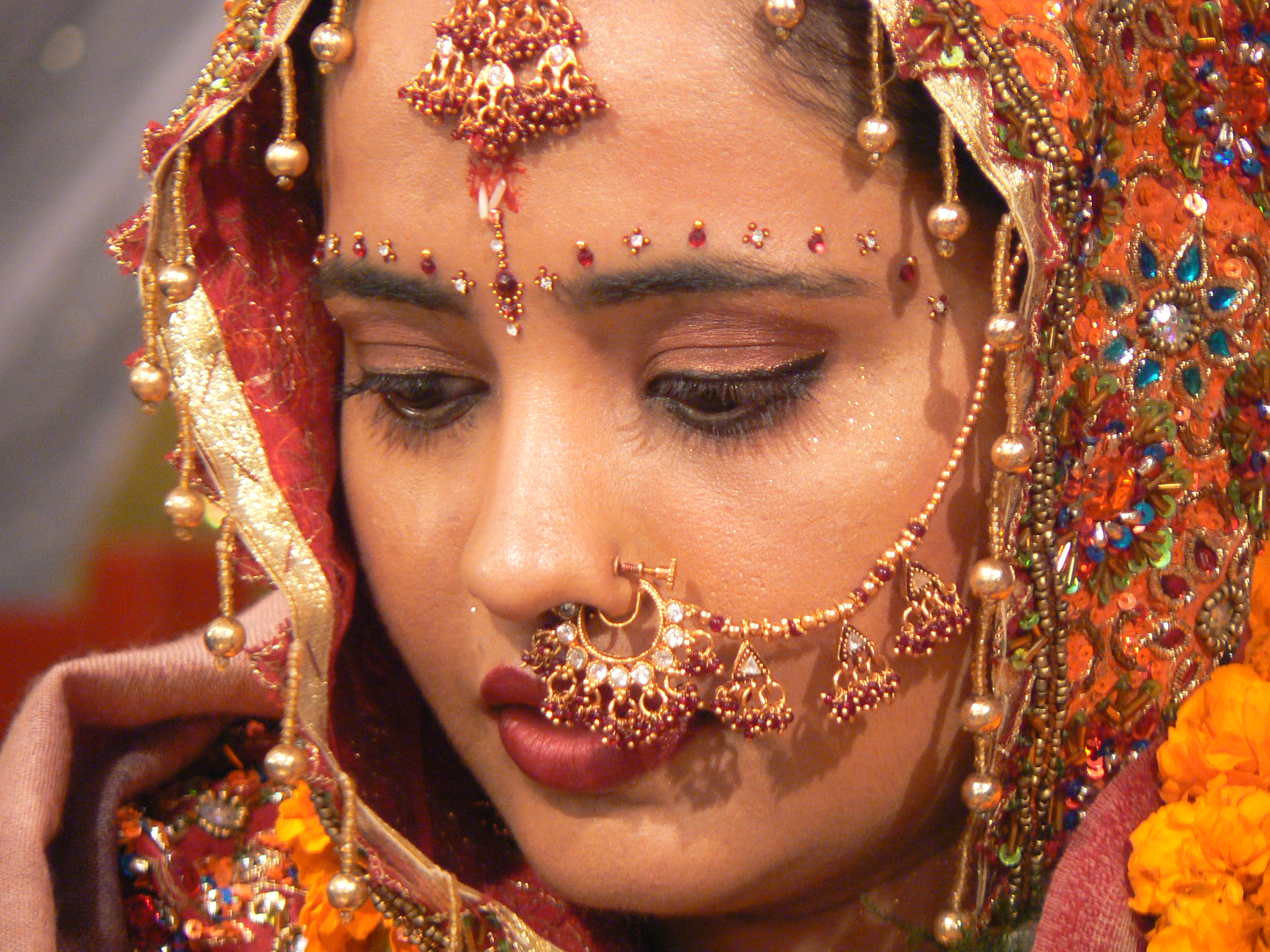
Una novia luciendo un nath con cadena en su boda, 2007.

El "nath" también muestra el estatus económico entre los hindúes; las esposas de reyes, ministros y familias adineradas usaban naths adornados con perlas, zafiros y pedrería kundan, mientras que las demás los usaban de plata más sencillos. Desde principios del siglo XV en adelante, el adorno se hizo bastante popular, se generalizó y vio diversas variaciones durante los siglos XVII y XVIII. Los diseños y materiales contemporáneos llegaron en el siglo XX. 